# Diacantharius
Diacantharius is een geslacht van insecten uit de orde vliesvleugeligen (Hymenoptera) en de familie Ichneumonidae.

## Soorten
- D. abnormis (Cresson, 1868)
- D. elegans Schmiedeknecht, 1902
- D. erythropygus (Morley, 1915)
- D. forticeps (Cameron, 1909)
- D. fortispina (Cameron, 1885)
- D. lineiger (Morley, 1915)
- D. marginiscutellatus (Cameron, 1885)
- D. peruensis (Heinrich, 1930)
- D. totonacus (Cresson, 1868)